# Кошелево (Макушинський округ)
Ко́шелево (рос. Кошелево) — присілок у складі Макушинського округу Курганської області, Росія. 
Населення — 57 осіб (2010, 101 у 2002).
Національний склад станом на 2002 рік:
- росіяни — 99 %